# Вахшський каскад ГЕС
Ва́хшський каска́д ГЕС — комплекс ГЕС в Хатлонській області Республіки Таджикистан. Розташований на річці Вахш.
Входить до складу ВАХК «Барки Точик» (крім Сангтудинської ГЕС-1 і ГЕС-2).

## Загальні відомості
Комплекс ГЕС розташований в нижній течії р. Вахш, переважно на території Хатлонської області республіки. Каскад складається з семи діючих станцій, ще дві станції перебувають на різних етапах будівництва або проєктуються. Для роботи ГЕС трьох нижніх ступенів каскаду використовується магістральний канал.
Сумарна встановлена потужність діючих станцій каскаду становить 4775 МВт, проєктне вироблення електроенергії — близько 20 млрд кВт·год на рік. (При повній побудові каскаду потужність становитиме 9262,5 МВт, проєктне вироблення електроенергії — близько 37 млрд кВт·год на рік.)
Станції, що входять у каскад (по порядку вниз за течією)
| Назва ГЕС           | Встановлена потужність, МВт | Проєктне вироблення електроенергії, млн кВт·год на рік | Статус (2014 г.)       |
| ------------------- | --------------------------- | ------------------------------------------------------ | ---------------------- |
| Рогунська ГЕС       | (3600)                      | (14 000)                                               | Будівництво            |
| Шуробська ГЕС       | (850)                       | (3000)                                                 | Розробка ТЕО           |
| Нурецька ГЕС        | 3000                        | 11 200                                                 | Експлуатація з 1972 р. |
| Байпазинська ГЕС    | 600                         | 3500                                                   | Експлуатація з 1986 р. |
| Сангтудинська ГЕС-1 | 670                         | 2700                                                   | Експлуатація з 2008 р. |
| Сангтудинська ГЕС-2 | 220                         | 900                                                    | Експлуатація з 2011 р. |
| Сарбандська ГЕС     | 240                         | 1300                                                   | Експлуатація з 1962 р. |
| Перепадна ГЕС       | 30                          | 220                                                    | Експлуатація з 1958 р. |
| Центральна ГЕС      | 15                          | 110                                                    | Експлуатація з 1964 р. |